# Дрексел Хајтс (Аризона)
Дрексел Хајтс (енгл. Drexel Heights) насељено је место без административног статуса у америчкој савезној држави Аризона.

## Демографија
По попису из 2010. године број становника је 27.749, што је 3.9 (16,4%) становника више него 2000. године.
| Група             | 2000.          | 2010.          |
| Белци             | 7.947 (33,3%)  | 6.271 (22,6%)  |
| Афроамериканци    | 625 (2,6%)     | 691 (2,5%)     |
| Азијати           | 195 (0,8%)     | 201 (0,7%)     |
| Хиспаноамериканци | 14.327 (60,1%) | 19.586 (70,6%) |
| Укупно            | 23.849         | 27.749         |